# MFZ
MFZ is een historisch motorfietsmerk.
De bedrijfsnaam was: MotorFahrZeug GmbH, Berlin-Köpenick.
Duits merk dat eigen 198-, 247- en 347cc-eencilinder-kopklepmotoren toepaste. Vanaf het begin van de productie in 1921 tot 1926 werd riemaandrijving toegepast, daarna werd het 347 cc-model van kettingaandrijving voorzien. In 1928 stopte de productie van MFZ echter.